# Debra Jo Rupp
Debra Jo Rupp (Glendale, 24 februari 1951) is een Amerikaans televisieactrice, die waarschijnlijk het bekendst is door haar rol als Kitty Forman in de langdurige sitcom That '70s Show van FOX.

## Vroeger
Rupp is geboren in Glendale. Ze is de dochter van Margaret Williams. Ze heeft twee zussen. Opgegroeid in Massachusetts en geslaagd voor de Masconomet Regional High School in Boxford in 1970, vervolgde ze haar opleiding op de University of Rochester in New York, waarop ze in 1974 slaagde.

## Filmografie

### Films
- She's Out of My League (2010)
- Jackson (2008)
- Kickin It Old Skool (2007)
- Air Buddies (2006)
- Spymate (2006)
- Lucky 13 (2005)
- The Act (2004)
- Garfield (2004)
- Teacher's Pet (2004)
- Teacher's Pet (2000)
- From the Earth to the Moon (1998)
- Senseless (1998)
- Over the Top (1997)
- Clockwatchers (1997)
- MGM Sing-Alongs: Searching for Your Dreams (1997)
- MGM Sing-Alongs: Being Happy (1997)
- MGM Sing-Alongs: Having Fun (1997)
- MGM Sing-Alongs: Friends (1997)
- Sgt. Bilko (1996)
- Reasons of the Heart (1996)
- The Invaders (1995)
- The Office (1995)
- MacShayne: The Final Roll of the Dice (1994)
- MacShayne: Winner Takes All (1994)
- The Odd Couple: Together Again (1993)
- Ambush in Waco: In the Line of Duty (1993)
- Death Becomes Her (1992)
- A Woman Scorned: The Betty Broderick Story (1992)
- Mothers, Daughters and Lovers (1989)
- Big (1988)
- Robots (1988)
- Kate & Allie (1987)
- Spenser: For Hire (1987)

### Televisieseries
- Agatha All Along als Sharon Davis / "Mrs. Vivian Hart" (6 afleveringen, 2024)
- That '90s Show als Kitty Forman (10 afleveringen, 2022)
- WandaVision als Sharon Davis / "Mrs. Vivian Hart" (5 afleveringen, 2021)
- The Ranch (2017-2020)
- As the World Turns (4 afleveringen, 2008)
- That '70s Show als Kitty Forman (200 afleveringen, 1998-2006)
- The Tracy Morgan Show (2 afleveringen, 2004)
- Friends (6 afleveringen, 1997-1998)
- Seinfeld (2 afleveringen, 1995-1996)
- High Incident (2 afleveringen, 1996)
- The Jeff Foxworthy Show (9 afleveringen, 1995-1996)
- If Not for You (7 afleveringen, 1995)
- Hearts Afire (2 afleveringen, 1994)
- Empty Nest (3 afleveringen, 1991-1994)
- Phenom (2 afleveringen, 1993)
- Davis Rules (15 afleveringen, 1991-1992)
- Blossom (2 afleveringen, 1992)

### Gastrollen
- Law & Order: Special Victims Unit" (2006)
- All My Children (2005)
- Robot Chicken (2005)
- The Hughleys (2001)
- To Have & to Hold (1998)
- Touched by an Angel (1997)
- 7th Heaven (1997)
- Crisis Center (1997)
- Caroline in the City (1996)
- ER (1995)
- Diagnosis Murder (1994)
- The Adventures of Brisco County Jr. (1994)
- L.A. Law (1993)
- Evening Shade (1993)
- Family Matters (1993)
- Civil Wars (1991)
- Newhart (1989)
- The Days and Nights of Molly Dodd (1988)